# Liste der Fernschach-Großmeister der Frauen
Die Liste der Fernschach-Großmeister der Frauen führt alle Fernschach-Spielerinnen sortiert nach ihrer Schachverbandszugehörigkeit auf, die vom Fernschachweltverband ICCF den Titel Fernschach-Großmeister der Frauen (LGM) erhalten haben. Der LGM-Titel wurde 1996 eingeführt. Mit Stand 24. April 2018 gab es, einschließlich verstorbener Spielerinnen, 81 Fernschach-Großmeister der Frauen.

## Liste

### Argentinien
- Liliana Susana Fredes de Locio, Argentinien, 2010

### Australien
- Veronica Henri, Australien, 2013

### Brasilien
- Iluska Pereira da Cunha Simonsen, Brasilien, 2000

### Bulgarien
- Svetla Yordanova, Bulgarien, 2011
- Margarita Botschewa, Bulgarien, 2008
- Sabina Karaptschanska, Bulgarien, 2010
- Kremena Rosenowa Marinowa, Bulgarien, 2014

### Deutschland
- Kirstin Achatz, Deutschland, 2015
- Barbara Bolz, Deutschland, 2015
- Annemarie Burghoff, Deutschland, 2005
- Ricarda Flügel, Deutschland, 2008
- Laura Hartmann, Deutschland, 2009
- Constanze Jaeckel, Deutschland, 2012
- Svetlana Kloster, Deutschland, 2013
- Sabine Plauth-Herr, Deutschland, 1998
- Elke Schludecker, Deutschland, 2017
- Anja Schmidt, Deutschland, 2005
- Victoria Schweer, Deutschland, 2016
- Sandra Seidel, Deutschland, 2010
- Myrna Siewert, Deutschland, 2004
- Sabine Willert-Betker, Deutschland, 2013

### England
- Jill Barber, England, 2005
- Toni Halliwell, England, 2013
- Mary E. Jones, England, 2004
- Dawn L. Williamson, England, 2017

### Estland
- Svetlana Zainetdinova, Estland, 2009
- Merike Rõtova, Estland, 1997

### Frankreich
- Melissa Broudin, Frankreich, 2013
- Jacqueline Roos, Frankreich, 2000

### Israel
- Luba Kristol, Israel, 1997

### Italien
- Chiara Bartalini, Italien, 2017
- Laura Piazza, Italien, 2008
- Alessandra Riegler, Italien, 2005
- Luz Marina Tinjaca' Ramirez, Italien, 2006

### Kasachstan
- Natalia Litvinenko, Kasachstan, 2014

### Kroatien
- Maja Zelcic, Kroatien, 2005

### Kuba
- Maria de los Angeles Ynchauspi Leyva, Kuba, 2008

### Lettland
- Ingrida Priedite, Lettland, 1998
- Olita Rause, Lettland, 1994

### Litauen
- Vilma Dambrauskaitė, Litauen, 2005
- Jurgita Mališauskienė, Litauen, 2018
- Jelizaveta Potapova, Litauen, 2017

### Österreich
- Gertrude Schoißwohl, Österreich, 1997

### Polen
- Barbara Skonieczna, Polen, 2011
- Alicja Szczepaniak, Polen, 2011

### Rumänien
- Mariana Plass-Caravan, Rumänien, 2003
- Elena Stanila, Rumänien, 2018

### Russland
- Nadezda Ivanovna Agryskina, Russland, 2018
- Ljudmila Sergejewna Belawenez, Russland, 1997
- Natalya Evgenyevna Churakova, Russland, 2017
- Galina Vladimirovna Dmitrieva, Russland, 2015
- Lora Grigorjewna Jakowlewa, Russland, 1997
- Maria Aleksandrovna Lisitcina, Russland, 2014
- Svetlana Vladimirovna Lobanova, Russland, 2014
- Maria Aleksandrovna Matveeva, Russland, 2017
- Larisa Vasilievna Morokova, Russland, 2012
- Irina Perevertkina, Russland, 1999
- Nina Grigorievna Shchebenyuk, Russland, 2006
- Olga Michailowna Sucharewa, Russland, 2006
- Elena Aleksandrovna Tryufilkina, Russland, 2018
- Tamara Porfirevna Zaitseva, Russland, 2008
- Oksana Nikoaevna Zhak, Russland, 2017

### Slowakei
- Slavomira Hulecová, Slowakei, 2017
- Eva Karasová, Slowakei, 2017
- Alena Lukásová, Slowakei, 2016

### Slowenien
- Anica Horvat, Slowenien, 2015

### Spanien
- Nieves García Vicente, Spanien, 1991
- Natalia Parés Vives, Spanien, 1993
- Francisca Pino Muñoz, Spanien, 2013

### Tschechien
- Vlasta Horáčková, Tschechien, 2005
- Marie Bažantová, Tschechien, 2004
- Anna Rývová, Tschechien, 2003
- Eva Možná, Tschechien, 1997
- Alena Sikorová-Klosová, Tschechien, 1997
- Jana Valinová, Tschechien, 2014
- Kateřina Zpěváková, Tschechien, 2012

### Ukraine
- Svetlana Ignatchenko, Ukraine, 1997
- Alla Pavlivna Saenko, Ukraine, 2013
- Tetiana Moyseenko, Ukraine, 2017

### Ungarn
- Mária Németh, Ungarn, 2005

### Wales
- Helen Sherwood, Wales, 2017